# Adolf Doll & Söhne

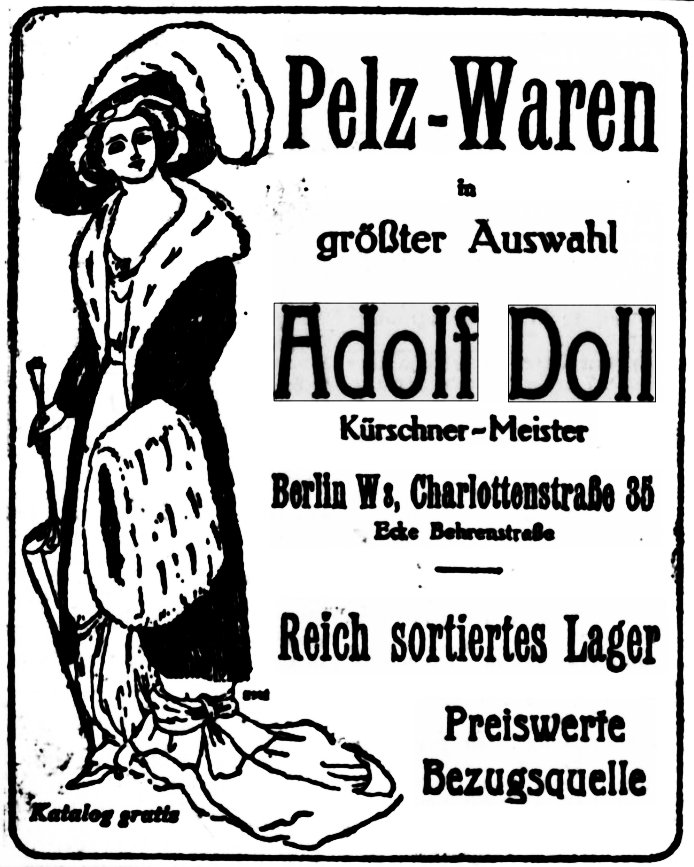
Adolf Doll, Pelz-Waren (Anzeige 1910)

Das 1898 gegründete Pelzmodellhaus Adolf Doll & Söhne gehörte vor dem Zweiten Weltkrieg zu den führenden Berliner Pelzfachgeschäften im gehobenen Niveau. Seine Exportabteilung gelangte zu „bemerkenswerter Höhe“, das Haus stand „in der Modellkonfektion mit an erster Stelle“.
Adolf Doll (* 17. Juni 1862 in Munderkingen) erlernte sein Handwerk in seiner württembergischen Heimatstadt Munderkingen in dem kleinen Betrieb eines Kürschners und Mützenmachers und erwarb sich dort „gediegenste Kenntnisse“. Er ging wie üblich auf Wanderschaft und arbeitete zuerst in Stuttgart, dann in der Schweiz und zuletzt bei der Firma Opitz in Wiesbaden. 1883 kam er nach Berlin, wo er in das Haus Hruby, Jerusalemer Straße 26 eintrat, später umbenannt in Naumanns Pelzhaus. Ein Unternehmen, wie es 1922 hieß, das „so viele, heute an erster Stelle stehende Männer ausgebildet hat“. 13 Jahre war er in dem altangesehenen Haus tätig, davon 9 Jahre als Werkmeister.
Seine Frau hatte er in der Firma Hruby kennengelernt. Sie hatten zusammen zwei Söhne, eine Tochter übernahm später die Aufgaben der Mutter, als diese nach einem Vierteljahrhundert „sich auf einem kleinen Landsitz von den Strapazen langer Jahre ausruhte“. Die Privatadresse im Jahr 1940 war, im Bezirk Lichterfelde, Marienstraße 7a.

## Firmengeschichte

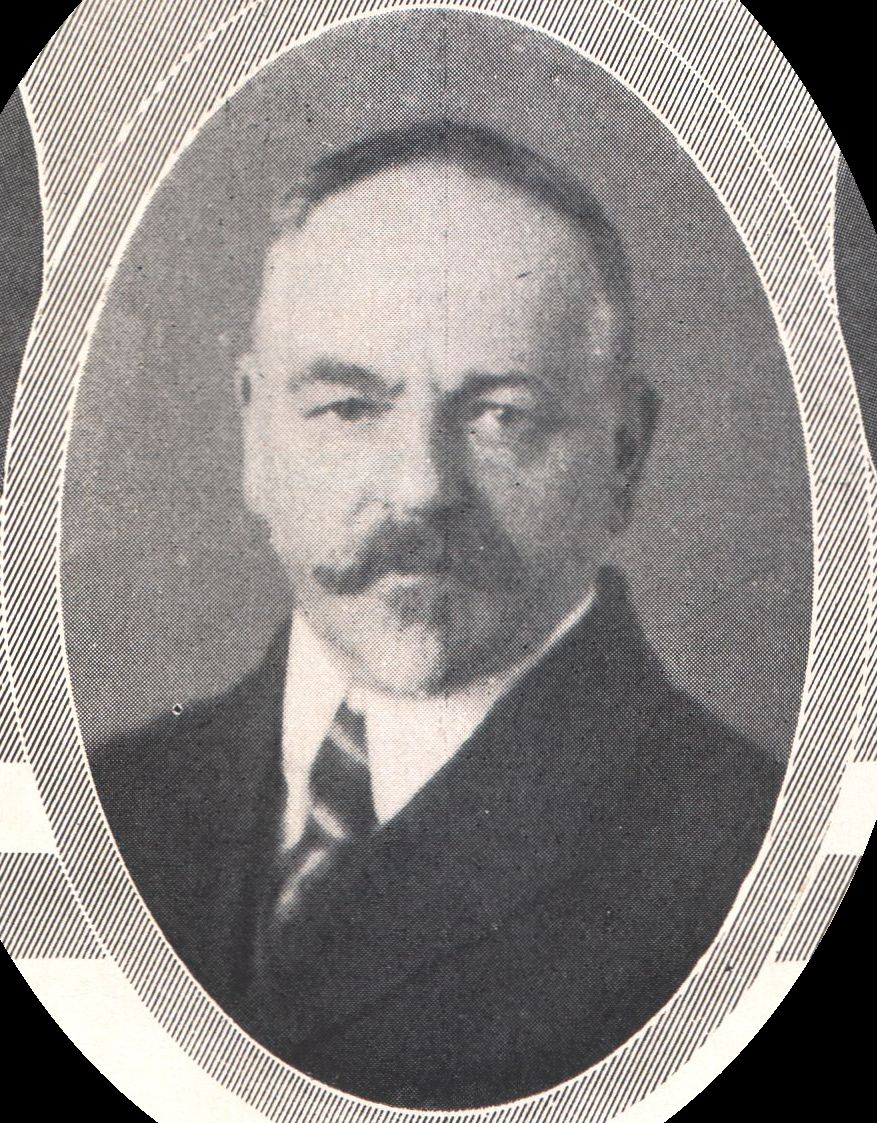
Adolf Doll (1925)

Im Jahr 1898 machte sich Adolf Doll in Berlin selbständig. Zuerst war er hauptsächlich in der Pelzkonfektionsbranche tätig. Nach kurzer Zeit eröffnete er ein Detailgeschäft in der Charlottenstraße 35, Ecke Behrenstraße, wie fast alle seine Kollegen mit nur geringem räumlichen Umfang. „Ein Luxuspelzgeschäft, der damaligen Reichshauptstadt würdig“, hatte Berlin ohnehin noch nicht. Die Berliner Pelzfirmen begannen erst nach dem Ersten Weltkrieg sich um eine dem hochwertigen Produkt angemessene Erscheinung und entsprechende Kundenanschreiben zu bemühen, im Gegensatz zu etlichen Detailgeschäften in mancher Kleinstadt. Die erste Firma mit einem Künstler als Werbeberater war H. Wolff, die Nächsten waren C. A. Herpich Söhne, die ihre Werbedrucksachen in hunderttausenden von Exemplaren verteilen ließen. Angeregt durch französische Vorbilder folgten Carl Salbach und Adolf Doll & Söhne.
Um 1922 führte der noch „immer jugendfrische“ 70-jährige Senior mit seinen beiden Söhnen das Geschäft. Der Rauchwarenhändler und von den Nationalsozialisten ermordete Philipp Manes zählte Adolf Doll zu den Namen, die in der Branche immer wieder auftauchen, „wenn wir über große Ereignisse etwas hören“, die trotz ihrer knappen Zeit auch noch für die Allgemeinheit etwas hergeben. Nach dem Ersten Weltkrieg (1914–1918) galt es, die durch den Krieg gestörten und unterbrochenen Geschäftsbeziehungen wieder aufzubauen und eventuell verpasste Entwicklungen zu erkennen. Bei der Organisation eines Studienbesuchs französischer Kürschner im April 1927 in Berlin und dem Gegenbesuch deutscher Kürschner in Paris im Mai desselben Jahres war Doll maßgeblich an der Planung und der Durchführung beteiligt. Als die deutschen Kürschner nach dem erfolgreichen Austausch mit den französischen Kollegen im Jahr 1930 eine zwölfköpfige Studienkommission in die USA schickten, um dort die bereits wesentlich industrielleren Produktionsmethoden, moderne Betriebsführung und amerikanisches Marketing kennenzulernen, gehörte auch Adolf Doll dazu, der sich intensiv an der Werbung hierfür und an den Vorbereitungen beteiligt hatte.
In der Deklarierung der Pelzarten herrschte vormals eine verwirrende Vielfalt von teils verschleiernden Namen der tatsächlichen Fellsorten. Billige Pelzsorten wie das Kaninfell wurden nach der „Pelzveredlung“ mit fantasievollen oder sogar irreführenden Namen belegt. Adolf Doll setzte sich für eine ehrliche Warenauszeichnung ein und prägte dafür den Slogan „Wahrheit und Klarheit“, der stets zur Anwendung gebracht werden soll.
1931 wählte der Reichsbund deutscher Kürschner Adolf Doll, bisher schon Vorsitzender des Berliner Bezirksverbands, zum Vorsitzenden. Bei der Gleichschaltung der Branchenorganisationen durch die Nationalsozialisten im Jahr 1933 wurde er von diesem Amt abgelöst.
Bereits 1928 hatte die Adolf Doll A.-G. einen Betrieb in der Kronenstraße 58. Während der schwierigen Wirtschaftslage 1930 löste die Familie Doll ihre Filiale in bester Adresse am Kurfürstendamm auf, ebenso wie der Mitbewerber Carl Salbach. Am 2. Januar 1935 wurde die Aktiengesellschaft in eine Offene Handelsgesellschaft umgewandelt. Der auswärtige Vertreter war Franz Völkel, ehemals Prokurist bei Louis Friedländer & Co.
Das in Berlin ansässige, 1914 gegründete Pelzkonfektionsunternehmen Richard F. Schmidt stellte besonders exklusive Pelzerzeugnisse her. Philipp Manes schrieb: „Seit dem Tode des sehr begabten Richard Schmidt gab es keine Firma, die sein Genre pflegte. […] Dafür traten die Modellfirmen, wie Adolf Doll & Söhne, Herpich, Salbach, Bisegger mehr in den Vordergrund und brachten die Qualitätsarbeit wieder voll zur Geltung.“ An anderer Stelle befand Manes: „Seine Erbschaft hat die Firma Adolf Doll & Söhne übernommen, die seit 1935 den Genre pflegt, den Richard F. Schmidt begründete.“

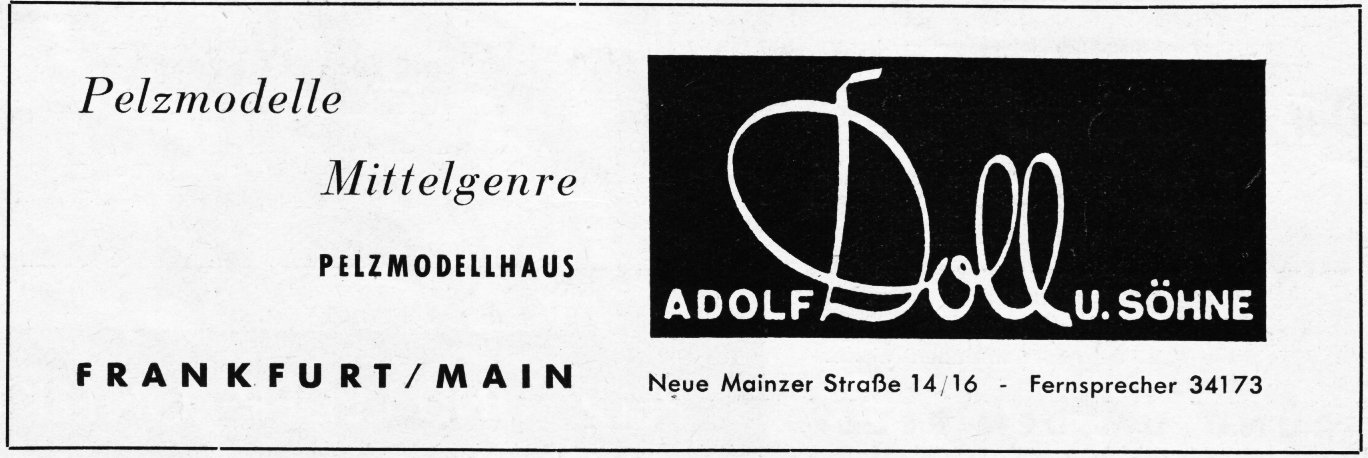
Pelzmodellhaus Adolf Doll u. Söhne, Frankfurt am Main (Anzeige 1949)

Auf der ersten Pelzmesse nach dem Zweiten Weltkrieg (1939–1945), im April 1949, jetzt in der Bundesrepublik in Frankfurt am Main, war Adolf Doll & Söhne, Adresse Frankfurt am Main, Mainzer Landstraße 14–16, wieder als Großhändler vertreten. Auf einem eigenen Stand zeigte man in ständigen Vorführungen „edles Pelzwerk in gehobenem Mittelgenre“. Die Währungsreform lag gerade ein Dreivierteljahr zurück, und so waren das, der noch geringen Kaufkraft entsprechend, Mäntel aus chinesischem Kid, Nutria und Biberlamm „in schöner Kürschnerverarbeitung“, aber auch ein Silberfuchsmantel und eine Silberfuchsjacke, die auch auf der Modenschau im Palmengarten gezeigt wurde. Als einzige Firma führte Adolf Doll & Söhne „schöne Pelzstücke in Zickel und Kanin in den neuesten hellen Modefarben“.
Im Pelzfachverzeichnis des Jahres 1950/51 ist für Doll & Söhne, zusätzlich zu Frankfurt, als Berliner Adresse Berlin-Pankow, Breite Straße 11 eingetragen. Im Verzeichnis des Jahres 1953 ist Adolf Doll & Söhne nur noch unter der Frankfurter Adresse zu finden. Im Jahr 1957 ist das Unternehmen erstmals nicht mehr im Fachadressbuch verzeichnet.